# Índex de sequera de Palmer

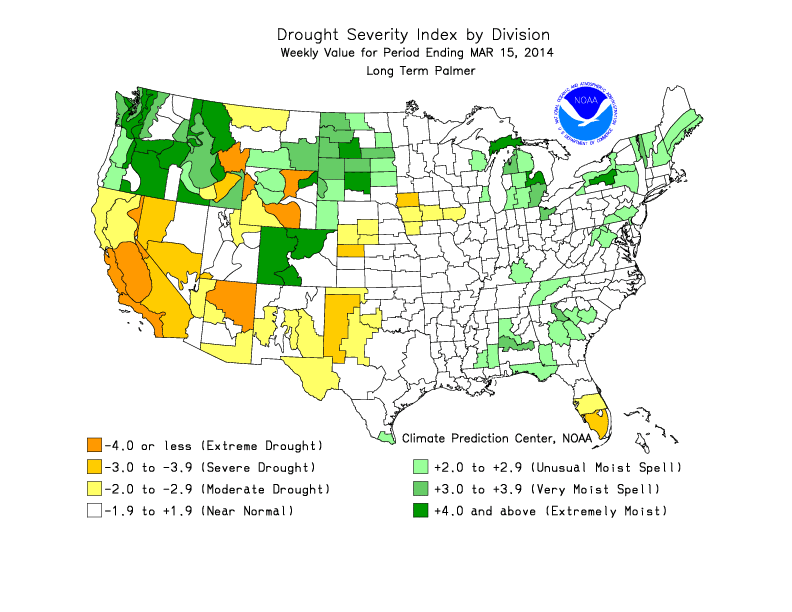
Índex de sequera de Palmer als Estats Units (2013).

L'Índex de sequera de Palmer (en anglès Palmer Drought Index), de vegades anomenat l'Índex de Severitat de Sequera de Palmer (Palmer Drought Severity Index en anglès) i, sovint abreujat PDSI, per les seves sigles en anglès, és una mesura de la sequedat sobre la base de les precipitacions i temperatures recents. Va ser desenvolupat pel meteoròleg Wayne Palmer, que va publicar per primera vegada el seu mètode en el document de 1965 Sequera Meteorològica per l'Oficina de Climatologia del Servei Meteorològic Nacional (Estats Units).
L'Índex de sequera de Palmer es basa en un model d'oferta i demanda de la humitat del sòl. L'oferta és relativament fàcil de calcular, però la demanda és quelcom més complicat, ja que depèn de molts factors - no només la temperatura i la quantitat d'humitat a terra, sinó també factors difícils de calibrar com l'evapotranspiració i les taxes de recàrrega. Palmer va intentar superar aquestes dificultats mitjançant el desenvolupament d'un algoritme que les aproxima sobre la base de les dades més fàcilment disponibles - precipitació i la temperatura.
L'índex ha demostrat ser més eficaç en la determinació a llarg termini de la sequera - quan es tracta de diversos mesos - i no tan bo quan es tracta de diverses setmanes. S'utilitza un 0 com a normal, i la sequera es mostra en termes de nombres negatius, per exemple, 2 negatiu és sequera moderada, 3 negatiu és sequera greu, i 4 negatiu és extrema sequera. L'Algoritme de Palmer també s'utilitza per descriure períodes humits, però utilitzant els nombres positius corresponents. Palmer també va desenvolupar una fórmula per estandarditzar els càlculs de la sequera en a cada ubicació individual, basada en la variabilitat de la precipitació i la temperatura en aquesta ubicació. Per tant, l'índex de Palmer es pot aplicar a qualsevol lloc per al qual hi hagi disponibles precipitació suficient i dades de temperatura.
Els crítics s'han queixat que la utilitat de l'índex de Palmer es veu debilitada per l'arbitrarietat dels algoritmes de Palmer, incloent la tècnica utilitzada per a l'estandardització. La incapacitat de l'Índex de Palmer de fer un recompte de la neu i les gelades a terra també és citada com una debilitat
L'índex de Palmer és àmpliament utilitzat operacionalment, i els mapes Palmer es publiquen setmanalment per part de l'Administració Nacional Oceànica i Atmosfèrica del Govern dels Estats Units. També ha estat utilitzat pels climatòlegs a l'hora d'estandarditzar l'anàlisi global de la sequera a llarg termini. Els conjunts de dades globals Palmer s'han desenvolupat sobre la base dels registres instrumentals disponibles a partir del segle xix A més, la dendrocronologia s'ha utilitzat per generar valors estimats d'índex Palmer per a Amèrica del Nord durant els últims 2000 anys, el que permet l'anàlisi de les tendències de la sequera a llarg termini L'Índex també s'ha utilitzat com un mitjà d'explicar el col·lapse de l'Edat del bronze.
Als EUA, els mapes regionals Palmer s'ofereixen al canal per cable Weatherscan.